# Liste der Landesstraßen im Regierungsbezirk Arnsberg
Diese Liste der Landesstraßen im Regierungsbezirk Arnsberg ist eine Auflistung der Landesstraßen im nordrhein-westfälischen Regierungsbezirk Arnsberg. Als Abkürzung für diese Landesstraßen dient der Buchstabe L.
Die Landesstraßen im Gebiet des Landschaftsverbandes Westfalen-Lippe tragen Nummern aus dem Bereich der Zahlen von 501 bis 999. Dabei war eine nach geographischen Gesichtspunkten vorgenommene Nummerierung wohl ursprünglich vorhanden. Heute ist sie kaum noch zu erkennen.
Die Bundesautobahnen und Bundesstraßen werden gestalterisch hervorgehoben.

## Liste
Der Straßenverlauf wird in der Regel von Nord nach Süd und von West nach Ost angegeben.
| Nr.       | Verlauf |
| --------- | --- |
| L 58      | – Haßlinghausen – L 666 – L 551 – Regierungsbezirksgrenze – (L 58 im Regierungsbezirk Düsseldorf) |
| L 70      | L 551 in Sprockhövel – Gennebreck – L 924 – Regierungsbezirksgrenze – (L 70 im Regierungsbezirk Düsseldorf) |
| L 280     | (L 280 in Rheinland-Pfalz) – Landesgrenze (– Abzweig zur Landesgrenze – (L 282 in Rheinland-Pfalz)) – Landesgrenze – (L 280 in Rheinland-Pfalz) |
| L 284     | L 528 – Anschlag – Regierungsbezirksgrenze – (L 284 im Regierungsbezirk Köln) |
| L 306     | (L 306 im Regierungsbezirk Köln) – Regierungsbezirksgrenze – Meinerzhagen – L 323 – Meinerzhagen Ost |
| L 323     | in Meinerzhagen – L 528 – L 306 – Regierungsbezirksgrenze – (L 323 im Regierungsbezirk Köln) |
| L 342     | (L 342 im Regierungsbezirk Köln) – Regierungsbezirksgrenze – L 512 in Rothemühle |
| L 351     | / in Eichen bei Drolshagen – Berlinghausen – Brachtpe – Iseringhausen – Regierungsbezirksgrenze – (L 351 im Regierungsbezirk Köln) |
| L 411     | L 414/L 527 – Regierungsbezirksgrenze – (L 411 im Regierungsbezirk Düsseldorf) |
| L 414     | L 411/L 527 – Regierungsbezirksgrenze – (L 414 im Regierungsbezirk Düsseldorf) – Regierungsbezirksgrenze – Abschnitt ohne eine klassifizierte Straßenverbindung – Regierungsbezirksgrenze – (L 414 im Regierungsbezirk Köln) |
| L 439     | (L 439 im Regierungsbezirk Düsseldorf) – Regierungsbezirksgrenze – Abschnitt ohne eine klassifizierte Straßenverbindung – Regierungsbezirksgrenze – (L 439 im Regierungsbezirk Düsseldorf) |
| L 507     | in Selm – L 810 – L 518 – – Werne – Stockum – L 881 – Bockum-Hövel – L 844 – Hamm – Heessen – L 811 – Regierungsbezirksgrenze – (L 507 im Regierungsbezirk Münster) |
| L 511     | (L 511 im Regierungsbezirk Münster) – Regierungsbezirksgrenze – Brambauer – L 654 – in Brechten |
| L 512     | L 539 in Neu-Listernohl – L 708 – L 563 – Sondern – Eichhagen – Olpe – Dahl – – L 714 – Wendener Hütte – Rothemühle – L 342 – L 564 – Büschergrund – L 562 – Freudenberg – Landesgrenze kurzzeitig am südöstlichen Straßenrand – Landesgrenze – (L 280 in Rheinland-Pfalz) |
| L 518     | / – – L 844 – Bockum-Hövel – |
| L 519     | in Hachen – Stemel – L 685 – Sundern (Sauerland) – L 686 – L 842 – Meinkenbracht (Sauerland) – Obersalwey – Niedersalwey – Sieperting – L 880 – in Eslohe (Sauerland) |
| L 521     | L 564 in Siegen – in Siegen |
| L 523     | / in Langendreer – Stockum – – L 649 – Eichlinghofen – L 660 – Barop – L 661 – Renninghausen – Brünninghausen – L 684 – |
| L 525     | L 625 in Witten – Bommern – L 675 – Bommerholz – L 733 – Hiddinghausen – |
| L 526     | L 666 in Frielinghausen – L 891 |
| L 527     | L 675 in Wengern – Silschede – – L 527n – Gevelsberg – L 702 – L 666 – L 891 – Schwelm – – L 726 – – L 414 – L 411 – Regierungsbezirksgrenze – (L 527 im Regierungsbezirk Düsseldorf) |
| L 527n    | L 527 – in Hagebölling |
| L 528     | in Eilpe – Selbecke – Waldbauer – L 701 – Breckerfeld – Grünenbaum – Halver – L 892 – L 284 – Schmidthausen – Kierspe – – L 323 in Meinerzhagen |
| L 530     | in Altena – Breitenhagen – Mühlenrahmede – L 694 – Altroggenrahmede – L 532 – Gevelndorf – L 691 – Lüdenscheid – L 561 – |
| L 531     | in Siegen – Siegen Süd – – Eiserfeld – L 907 – L 909 – Salchendorf bei Neunkirchen – L 722 – Neunkirchen – Zeppenfeld – Wiederstein – Wahlbach – Burbach – L 723 – Würgendorf – L 730 – |
| L 532     | L 561 in Gevelndorf – L 530 in Gevelndorf |
| L 533     | (L 283 in Rheinland-Pfalz) – Landesgrenze – Gosenbach – L 907 – Achenbach – in Siegen |
| L 536     | L 636 in Lippstadt – Bökenförde – L 875 – – Eikeloh – Oestereiden – L 878 – L 747 – Kellinghausen – L 776 in Hemmern |
| L 537     | in Lendringsen – L 682 |
| L 539     | in Meinerzhagen – – L 709 – L 707 – Valbert – Mühlhofe – Grotewiese – Listerscheid – Petersburg – Neu-Listernohl – L 512 – Attendorn – L 697 – L 853 – Heggen – in Finnentrop |
| L 540     | L 640 – Kahler Asten |
| L 541     | L 735 in Oeventrop – Freienohl – L 743 – Olpe bei Meschede – L 686 – L 840 – Berge – Blessenohl – L 839 – Wenholthausen – |
| L 544     | in Unterhüsten – L 682 – Herdringen – Hövel – – L 687 in Langscheid |
| L 549     | (L 549 im Regierungsbezirk Detmold) – Regierungsbezirksgrenze – Geseke – L 749 – L 875 – – Regierungsbezirksgrenze – (L 549 im Regierungsbezirk Detmold) – Regierungsbezirksgrenze – Essentho – Marsberg – L 870 – Leitmar – Landesgrenze – (L 3297 in Hessen) |
| L 551     | (L 551 im Regierungsbezirk Münster) – Regierungsbezirksgrenze – Baukau – Herne – L 657 – – Riemke – Bochum – L 654 – Wiemelhausen – L 705 – Stiepel – L 924 – Buchholz – Sprockhövel – L 651 – L 70 – L 58 – L 891 – / in Schwelm |
| L 553     | in Kirchhundem – L 728 – Würdinghausen – L 713 – Oberhundem – Röspe – L 720 – Aue-Wingeshausen – Berghausen – L 906 – – Raumland – Dotzlar – L 718 – L 903 – Arfeld – Schwarzenau – L 902 – Beddelhausen – Landesgrenze – (L 553 in Hessen) |
| L 556     | / in Lünen – Lünen-Süd – L 657 – Lanstrop – Kurl – Asseln – L 663 – Neuasseln – Aplerbeck – Berghofen (– Abzweig zur ) – Berghofer Mark – L 672 – Höchsten – Wichlinghofen – |
| L 561     | in Rummenohl – Heedfeld – L 692 – L 532 – Gevelndorf – Wehberg – L 691 – Lüdenscheid – L 530 – – Wefelshohl – Bierbaum – Lüdenscheid Süd – L 694 – L 696 – Versetalsperre – L 879 – Herscheid – L 707 – Hüinghausen – Holthausen – L 697 in Plettenberg |
| L 562     | (L 280 in Rheinland-Pfalz) – Landesgrenze – Freudenberg – L 512 – Büschergrund – L 908 – – Lindenberg – L 565 – Seelbach – Trupbach – Siegen West – – Siegen Mitte – |
| L 563     | in Siegen – – L 909 in Eisern |
| L 564     | L 512 – Hünsborn – L 905 – L 908 – Oberholzklau – Niederholzklau – Langenholdinghausen – Birlenbach – Geisweid – Weidenau – in Siegen |
| L 565     | (L 282 in Rheinland-Pfalz) – Landesgrenze – Niederndorf – Oberfischbach – Heisberg – L 907 – L 562 |
| L 609     | (L 609 im Regierungsbezirk Münster) – Regierungsbezirksgrenze – Groppenbruch – – L 654 – Nette – Huckarde – L 750 – Dorstfeld – L 663 – – Oespel – L 649 – L 523 |
| L 617     | (L 3083 in Hessen) – Landesgrenze – L 854 – Medebach – L 740 – L 858 – Medelon – Hesborn – Liesen – |
| L 619     | L 842 – |
| L 625     | in Witten – L 525 – L 660 – Annen – L 684 in Ende bei Herdecke |
| L 630     | (L 630 im Regierungsbezirk Münster) – Regierungsbezirksgrenze – in Crange |
| L 632     | in Leimstruth – Amtshausen – Rüppershausen – L 719 in Feudingen |
| L 633     | (L 633 im Regierungsbezirk Münster) – Regierungsbezirksgrenze – Wattenscheid – L 654 in Stahlhausen |
| L 636     | in Oestinghausen – L 738 – Hovestadt – L 808 – Eickelborn – L 746 – Benninghausen – L 848 – Herringhausen – Overhagen – Lippstadt – L 748 (– Abzweig zur L 536) – – Rixbeck – Esbeck – K 749 – Hörste – Regierungsbezirksgrenze – (L 636 im Regierungsbezirk Detmold) – Regierungsbezirksgrenze – Meerhof – L 817 – Oesdorf – Westheim – – Landesgrenze – (L 3198 in Hessen)                                 |
| L 637     | (L 637 im Regierungsbezirk Detmold) – Regierungsbezirksgrenze – – Alme – L 956 – Madfeld – |
| L 639     | (L 639 im Regierungsbezirk Münster) – Regierungsbezirksgrenze – Baukau – Wanne – L 644 – Bulmke-Hüllen – Gelsenkirchen – L 608 – L 64/L 633 |
| L 640     | in Oberkirchen – Inderlenne – Westfeld – Ohlenbach – L 540 – / |
| L 644     | (L 644 im Regierungsbezirk Münster) – Regierungsbezirksgrenze – Crange – – Bickern – L 639 – Eickel – in Hofstede |
| L 645     | (L 645 im Regierungsbezirk Münster) – Regierungsbezirksgrenze – Pantringshof – – Sodingen – L 657 – Hiltrop – L 654 in Bochum |
| L 648     | L 672 – Holzen-Rosen – Schwerte – – L 673 – Villigst – L 676 – Gerlingsen – Iserlohn – L 743 – Kesbern – L 888 |
| L 649     | in Laer – Werne – Lütgendortmund – Kley – L 609 – Oespel – L 523 in Eichlinghofen |
| L 651     | L 654 in Höntrop – Eppendorf Süd – Linden – Winz-Baak – Hattingen – L 705 – L 924 – Oberbredenscheid – L 816 – Sprockhövel – L 551 – / |
| L 654     | (L 654 im Regierungsbezirk Düsseldorf) – Regierungsbezirksgrenze – Sevinghausen – L 651 – Höntrop – Stahlhausen – L 633 – Bochum – Gerthe – L 739 – Regierungsbezirksgrenze – (L 654 im Regierungsbezirk Münster) – Regierungsbezirksgrenze – / – Oestrich – L 658 – Mengede – L 657 – Brambauer – L 511 – / – L 736 – Beckinghausen – Oberaden – L 821 – L 664 – – Kamen – Lerche – L 665 – L 664 in Pelkum |
| L 655     | L 691 in Lüdenscheid – – L 694 – in Werdohl |
| L 656     | – in Neuenrade |
| L 657 (1) | in Holsterhausen – – L 551 – Herne – L 645 – Sodingen – Regierungsbezirksgrenze – (L 657 im Regierungsbezirk Münster) – Regierungsbezirksgrenze ... Unterbrechung, siehe L 657 (2) |
| L 657 (2) | Unterbrechung, siehe L 657 (1) ... in Eving – Kemminghausen – L 684 – Kirchderne – Derne – Grevel – L 556 in Lanstrop |
| L 658     | (L 658 im Regierungsbezirk Münster) – Regierungsbezirksgrenze – Brüninghausen – L 654 in Mengede |
| L 660     | L 523 in Eichlinghofen – Salingen – Annen – Witten – L 625 – L 525 |
| L 661     | L 523 in Barop – Renninghausen – L 684 – Lücklemberg – Wellinghofen – Hörde – L 672 – |
| L 662     | L 821 in Sölde – Sölderholz – Lichtendorf – L 673 |
| L 663     | (L 663 im Regierungsbezirk Münster) – Regierungsbezirksgrenze – Kirchlinde – L 750 – Marten – Dorstfeld – L 609 – Dortmund – – L 684 – Körne – Wambel – Brackel – L 556 – Asseln – Wickede – L 665 – L 821 – Afferde – Südkamen – – Heeren – Werve – L 665 – Bramey – L 881 – Flierich – |
| L 664     | L 654 – Weddinghofen – Bergkamen – Overberge – Pelkum – L 654 – Wiescherhöfen – L 881 – L 736 – in Hamm |
| L 665     | L 663 in Wickede – L 821 – Massen – Unna – L 678 – Heeren – Werve – L 663 – Altenbögge – L 667 – – Nordbögge – L 654 in Pelkum |
| L 666     | L 58 in Haßlinghausen – L 526 – Frielinghausen – Gevelsberg – L 527 – L 702 – |
| L 667     | L 665 in Altenbögge – Bönen – Freiske – Rhynern – L 669 – Süddinker – Dorfwelver – L 747 – L 670 – Norddinker – Uentrop – L 736 – L 822 |
| L 669     | L 667 in Rhynern – Wambeln – Scheidingen – L 795 – Flerke – L 747 in Klotingen |
| L 670     | L 736 in Hamm – – Braam-Ostwennemar – Norddinker – L 667 – L 747 – Dinker – L 795 – Nateln – Berwicke – Soest – L 747 – L 969 – – Hiddingsen – Lendringsen bei Soest – Berlingsen – |
| L 672     | in Dortmund – Hörde – L 661 – Benninghofen – Loh – L 556 – Höchsten – L 648 – Holzen – L 673 in Westhofen |
| L 673     | L 675 – Westhofen – L 672 – Wandhofen – Schwerte – – L 662 – Geisecke – L 677 – Altendorf – Dellwig – – Langschede – Ardey – Fröndenberg/Ruhr – L 679 – Westick – Neimen – Frohnhausen – L 881 – Warmen – Bentrop – Wickede (Ruhr) – Waltringen – in Bremen |
| L 674     | L 673 – L 703 – Berchum – in Hohenlimburg |
| L 675     | L 525 in Bommern – Wengern – L 527 – 226n – Wetter (Ruhr) – Herdecke – Eckesey – L 704 – Boele – – Bathey – Kabel – L 674 – L 673 – L 703 – – in Ergste |
| L 676     | L 648 in Villigst – L 677 – Rheinen – Hennen – |
| L 677     | L 821 am Flughafen Dortmund – Holzwickede – Hengsen – L 678 – L 673 – Geisecke – L 676 in Rheinen |
| L 678     | / – Königsborn – L 665 – Unna – – Opherdicke – L 677 in Hengsen |
| L 679     | L 678 in Unna – – Kessebüren – Frömern – Fröndenberg/Ruhr – L 673 – in Menden (Sauerland) |
| L 680     | in Menden (Sauerland) – Ostsümmern – L 682 – Sümmern – – Iserlohnerheide – Iserlohn – L 743 – L 682 in Calle |
| L 682     | L 680 in Sümmern – Iserlohn – L 743 – L 680 – Calle – Westig – L 683 – Deilinghofen – Asbeck – Holzen – L 537 – Herdringen – L 544 in Unterhüsten |
| L 683     | in Niederhemer – Hemer – L 682 – Westig – Bredenbruch – Ihmerterbach – Ihmert – L 888 – Evingsen – L 698 |
| L 684     | / in Lünen – Gahmen – Derne – – L 657 – Kirchderne – Eving – Dortmund – – L 663 – – L 523 – Brünninghausen – L 661 – Kirchhörde – Schanze – L 625 – in Ende bei Herdecke |
| L 685     | in Arnsberg – L 839 – L 519 in Sundern (Sauerland) |
| L 686     | in Langenholthausen – Dickenbruch – Amecke – L 687 – Stockum – L 842 – Sundern (Sauerland) – L 519 – Westenfeld bei Sundern – L 839 – Hellefeld – Herblinghausen – Frenkhausen – L 541 in Freienohl |
| L 687     | – L 544 – Sorpesee – Langscheid – Amecke – L 686 – Allendorf (Sauerland) – L 619 – Hagen (Sauerland) – in Rönkhausen |
| L 688     | L 746 – Heppen – Bad Sassendorf – – Neuengeseke – L 747 – L 856 |
| L 691     | in Brügge – Lüdenscheid – L 561 – L 655 – |
| L 692     | in Nachrodt – Wiblingwerde – – L 561 |
| L 694     | L 530 in Mühlenrahmede – Rosmart – L 655 – Wettringhof – – Augustenthal – Brüninghausen – L 879 – Lüdenscheid Süd – L 561 – L 696 – – Versetalsperre – L 696 – Fürwiggetalsperre – Lengelscheid – Wiebelsaat – |
| L 696     | L 561/L 694 in Lüdenscheid Süd – Homertturm – L 694 – Fürwiggetalsperre – L 707 – Reblin – Oestertalsperre – Himmelmert – L 697 |
| L 697     | – Blintrop – L 842 – Affeln – Eiringhausen – Plettenberg – L 561 – L 696 – Lichtringhausen – Windhausen – Attendorn – L 853 – L 539 – Helden – L 880 |
| L 698     | in Altena – L 683 – Dahle – in Neuenrade |
| L 699     | L 702 in Ennepetal – Ennepetalsperre – Altenbereckerfeld – L 528 |
| L 700     | in Ennepetal – |
| L 701     | L 702 in Ennepetal – Oberbauer – L 528 in Breckerfeld – in Priorei |
| L 702 (1) | – Hoppe – – Gevelsberg – L 527 – L 666 ... Unterbrechung, siehe L 702 (2) |
| L 702 (2) | Unterbrechung, siehe L 702 (1) ... in Ennepetal – L 699 – L 701 – Haspe – in Hagen |
| L 703     | L 675 – Halden – L 704 – – in Hagen |
| L 704     | – Syburg – Hengsteysee – Bathey – L 675 – – Boele – – L 703 – Eppenhausen – – L 693 |
| L 705     | – L 654 in Bochum – Altenbochum – Wiemelhausen – L 551 – Stiepel – Welper – L 651/L 924 in Hattingen |
| L 707     | L 561 in Herscheid – L 696 – Reblin – Valbert – L 539 – Wilkenberg – Hunswinkel – L 709 – L 708 an der Listertalsperre |
| L 708     | L 512 – Listertalsperre – L 707 – – / in Wegeringhausen |
| L 709     | L 539 – Krummenerl – L 869 – L 707 in Hunswinkel |
| L 711     | – Neuenkleusheim – Kruberg – Rahrbach – in Welschen Ennest |
| L 713     | L 553 in Würdinghausen – Albaum – Heinsberg – Oberndorf – Helberhausen – Hadem – L 728 in Hilchenbach |
| L 714     | L 512 in Gerlingen – Möllmicke – Wenden – L 905 – Osthelden – L 908 in Junkernhees |
| L 715     | – Halberbracht – in Meggen |
| L 716     | L 870 in Bredelar – L 800 – Padberg – Landesgrenze – (L 3076 in Hessen) |
| L 717     | in Bad Berleburg – Diedenshausen – L 877 – Landesgrenze zu Hessen zeitweise am südöstlichen Straßenrand – Wunderthausen – Landesgrenze zu Hessen zeitweise am südlichen und südöstlichen Straßenrand – Hallenberg – – Landesgrenze – (L 3073 in Hessen) |
| L 718     | in Bad Berleburg – Dotzlar – L 553 – Sassenhausen – Bad Laasphe – Laaspherhütte – Herbertshausen – Banfe – Fischelbach – Landesgrenze – (L 3044 in Hessen) |
| L 719     | in Siegen – Kaan-Marienborn – L 723 – Feuersbach – L 729 – Deuz – Grissenbach – Nenkersdorf – Walpersdorf – L 720 – L 722 – Volkholz – Feudingen – L 632 – Bermershausen – in Saßmannshausen |
| L 720     | L 553 in Röspe – Birkelbach – Womelsdorf – Erndtebrück – Benfe – L 722 – L 719 |
| L 721     | in Züschen – Mollseifen – L 894 – Girkhausen – |
| L 722     | in Lützel – L 720 – L 719 – Großenbach – Hainchen – L 729 – Werthenbach Bahnhof – Irmgarteichen – Gernsdorf – Rudersdorf – L 904 – L 893 – L 723 – Wilnsdorf – L 907 – – Wilden (– Abzweig zur L 723) – L 531 – Salchendorf bei Neunkirchen – Neunkirchen – Struthütten – Landesgrenze – (L 284 in Rheinland-Pfalz)                                                                                          |
| L 723     | L 719 – Niederdielfen – L 893 – Oberdielfen – L 722 – Wilnsdorf – L 907 – – Wilden – L 722 – Gilsbach – L 531 – Burbach – |
| L 726     | (L 726 im Regierungsbezirk Düsseldorf) – Regierungsbezirksgrenze – Schwelm – – L 527 |
| L 728     | L 553 in Kirchhundem – Flape – Wirme – Brachthausen – Hilchenbach – L 713 – – Allenbach – Herzhausen – Eckmannshausen – L 729 – in Dreis-Tiefenbach |
| L 729     | in Kredenbach – Unglinghausen – Eckmannshausen – L 728 – Oelgershausen – Netphen – Deuz – L 719 – Salchendorf bei Netphen – Helgersdorf – Werthenbach (Bahnhof) – L 722 – Landesgrenze – (L 1571 in Hessen) |
| L 730     | L 531 in Würgendorf – Landesgrenze – (L 730 in Hessen) – Landesgrenze – L 911 – Holzhausen bei Burbach – Niederdresselndorf – Oberdresselndorf – Landesgrenze – (L 293 in Rheinland-Pfalz) |
| L 732     | L 969 in Werl – – ... – in Wickede (Ruhr) – Echthausen – – Neheim – L 745 – Höingen – Parsit – in Bremen |
| L 733     | L 924 in Herbede – Vormholz – Durchholz – L 525 |
| L 734     | / in Erwitte – Anröchte – L 747 – |
| L 735     | in Erwitte – Berge – L 747 – Weickede – Nettelstädt – Menzel – L 741 – Lindental – Altenrüthen – Suttrop – Warstein – Hirschberg – L 856 – Oeventrop – L 541 – Arnsberg – – L 685 – Wennigloh – |
| L 736 (1) | L 654 – Beckinghausen – Heil – L 821 – Rünthe – Herringen – L 881 – L 664 – Hamm – L 670 – – Hamm-Osten ... Unterbrechung, siehe L 736 (2) |
| L 736 (2) | Unterbrechung, siehe L 736 (1) ... L 667 in Uentrop – L 747 – Vellinghausen – |
| L 737     | in Lenhausen – L 880 – Deutmecke – Fretter – Obervalbert – Oedingen – Oedingerberg – Bracht – L 928 – Werntrop – Selkentrop – Felbecke – Werpe – in Schmallenberg |
| L 738     | L 636 – in Oestinghausen |
| L 739     | (L 739 im Regierungsbezirk Münster) – Regierungsbezirksgrenze – L 654 in Gerthe |
| L 740     | in Meschede – Remblinghausen – L 915 – Drasenbeck – Westernbödefeld – L 776 – Bödefeld – Lanfert – Walbecke – Altenfeld – Siedlinghausen – L 742 – Silbach – – L 872 – Küstelberg – Medebach – L 617 – L 858 – Landesgrenze – (L 617 in Hessen) |
| L 741     | L 735 – Rüthen – L 776 – |
| L 742     | – Wulmeringhausen – Brunskappel – Siedlinghausen – L 740 – Rehsiepen – Obersorpe – Mittelsorpe – Niedersorpe – in Winkhausen |
| L 743 (1) | in Hohenlimburg – Letmathe – Grüne – L 888 – L 648 – Iserlohn – L 680 – L 682 – ... Unterbrechung, siehe L 743 (2) |
| L 743 (2) | Unterbrechung, siehe L 743 (1) ... L 541 in Freienohl – Wennemen – L 914 – L 840 – Meschede – Heinrichsthal – Wehrstapel – Velmede – Bestwig – L 776 – Nuttlar – Bigge – Olsberg – Elleringhausen – in Brilon-Wald |
| L 745     | L 969 in Ostönnen – Volbringen – Niederense – L 732 in Neheim |
| L 746     | L 636 in Eickelborn – Ostinghausen – L 808 – Weslarn – L 688 – – Soest |
| L 747     | L 736 in Vellinghausen – Eilmsen – Dinker – L 670 – L 667 – Dorfwelver – L 795 – Welver – L 669 – Klotingen – Einecke – Schwefe – Hattrop – L 670 – Soest – – Opmünden – L 688 – Neuengeseke – Altengeseke – L 748 – L 808 – Anröchte – L 734 – Berge – L 735 – Weickede – Hoinkhausen – Oestereiden – L 536 – Langenstraße – Regierungsbezirksgrenze – (L 747 im Regierungsbezirk Detmold)                  |
| L 748     | L 822 in Lippstadt – L 636 – Stirpe – Völlinghausen – L 808 – Klieve – L 747 – Robringhausen – Altenmellrich – in Sichtigvor |
| L 749     | L 586 – L 822 – Mettinghausen – L 815 – L 636 – Hörste – Mönninghausen – L 878 – Bönninghausen – Geseke – L 549 – – L 637 |
| L 750     | in Bövinghausen – Westrich – Kirchlinde – L 663 – Rahm – L 609 in Huckarde |
| L 776     | (L 776 im Regierungsbezirk Detmold) – Regierungsbezirksgrenze – Hemmern – L 536 – Rüthen – L 541 – Kallenhardt – Nuttlar – Bestwig – Heringhausen – Ramsbeck – Brabecke – Westernbödefeld – L 740 – Gellinghausen – Rimberg – L 914 – in Bad Fredeburg |
| L 782     | (L 782 im Regierungsbezirk Detmold) – Regierungsbezirksgrenze – L 822 in Lipperode |
| L 793     | (L 793 im Regierungsbezirk Münster) – Regierungsbezirksgrenze – L 822 in Herzfeld |
| L 795     | in Heintrop – Nateln – L 670 – Welver – L 747 – L 669 – Scheidingen – Werl – L 969 – |
| L 800     | L 716 in Padberg – Helminghausen – L 912 – Landesgrenze – (L 3393 in Hessen) – Landesgrenze – Abschnitt ohne eine Straßenverbindung – Landesgrenze – (L 3393 in Hessen) – Landesgrenze – Bontkirchen – Landesgrenze – (L 3393 in Hessen) – Landesgrenze – Abschnitt ohne eine Straßenverbindung – Landesgrenze – (L 3393 in Hessen)                                                                          |
| L 808     | (L 808 im Regierungsbezirk Münster) – Regierungsbezirksgrenze – Herzfeld – L 822 – L 793 – Hovestadt – L 636 – Ostinghausen – L 746 – Bettinghausen – L 848 – Horn – Schmerlecke – – L 748 – Klieve – L 747 in Anröchte |
| L 809     | in Bork – Regierungsbezirksgrenze – (L 809 im Regierungsbezirk Münster) |
| L 810     | (L 810 im Regierungsbezirk Münster) – Regierungsbezirksgrenze – L 507 – Cappenberg – in Lünen |
| L 811     | (L 811 im Regierungsbezirk Münster) – Regierungsbezirksgrenze – L 507 in Heessen |
| L 815     | L 749/L 822 in Mettinghausen – Rebbeke – Regierungsbezirksgrenze – (L 815 im Regierungsbezirk Detmold) |
| L 816     | L 651 in Oberbredenscheid – L 924 |
| L 817     | (L 817 im Regierungsbezirk Detmold) – Regierungsbezirksgrenze – L 636 in Meerhof |
| L 821     | L 736 in Heil – Oberaden – L 654 – Methler – Kaiserau – Wasserkurl – L 663 – Massen – L 665 – – Flughafen Dortmund – Holzwickede – L 677 – Sölde – L 662 – L 556 in Aplerbeck |
| L 822     | (L 822 im Regierungsbezirk Münster) – Regierungsbezirksgrenze – L 667 – – L 845 – – Lippborg – Kesseler – Herzfeld – L 808 – L 793 – Regierungsbezirksgrenze – (L 822 im Regierungsbezirk Münster) – Regierungsbezirksgrenze – Cappel – L 748 – Lippstadt – Lipperode – L 749 – Mettinghausen – L 815 – Regierungsbezirksgrenze – (L 822 im Regierungsbezirk Detmold)                                        |
| L 835     | (L 835 im Regierungsbezirk Münster) – Regierungsbezirksgrenze – in Selm |
| L 839     | L 685 in Arnsberg – L 686 – Hellefeld – L 840 – Altenhellefeld – Grevenstein – L 541 in Wenholthausen |
| L 840     | L 839 in Altenhellefeld – Visbeck – Berge – L 541 – Calle – L 914 – L 743 in Meschede |
| L 842     | in Küntrop – L 697 – Affeln – Altenaffeln – L 619 – L 687 – Allendorf (Sauerland) – L 686 – Stockum (Sauerland) – Bönkhausen – L 519 in Endorf (Sauerland) |
| L 844     | (L 844 im Regierungsbezirk Münster) – Regierungsbezirksgrenze – L 518 – L 881 – L 507 in Bockum-Hövel |
| L 845     | – L 822 |
| L 848     | (L 848 im Regierungsbezirk Münster) – Regierungsbezirksgrenze – Benninghausen – L 636 – Böckum – Millinghausen – L 808 in Horn |
| L 853     | L 539 in Heggen – L 697 in Attendorn |
| L 854     | (L 3436 in Hessen) – Landesgrenze – Düdinghausen – L 872 – Oberschledorn – L 617 |
| L 856     | – L 748 – L 808 – Schmerlecke – L 688 – Bad Sassendorf – Soest – L 747 – – L 857 – L 688 – – Eickhoff – Niederbergheim – L 735 – Hirschberg – |
| L 857     | L 856 – Bergede – – Stockum – Möhnesee – Möhnesee Südufer – |
| L 858     | L 617 – Bungalowpark Orketal – L 740 |
| L 869     | – L 709 in Krummenerl |
| L 870     | in Gudenhagen – L 913 – Hoppecke – Messinghausen – L 912 – Beringhausen – L 716 – – Bredelar – Giershagen – L 549 – Leitmar – Canstein – Landesgrenze – (L 3078 in Hessen) |
| L 872     | in Niedersfeld – Hildfeld – Grönebach – L 740 – Küstelberg – Wissinghausen – Deifeld – Referinghausen – L 854 |
| L 875     | L 536 in Bökenförde – Langeneicke – L 878 – Störmede – L 549 in Geseke |
| L 877     | L 717 in Diedenshausen – Landesgrenze zu Hessen zeitweise am nordöstlichen Straßenrand – Alertshausen – Landesgrenze zu Hessen zeitweise am östlichen Straßenrand – L 902 in Elsoff |
| L 878     | L 749 in Mönninghausen – Ehringhausen – Störmede – L 875 – – L 536 in Oestereiden |
| L 879     | in Altenmühle bei Eveking – L 561 – L 694 |
| L 880     | L 519 in Sieperting – Kückelheim – Serkenrode – L 737 – Fretter – Deutmecke – Weringhausen – Bamenohl – – Röllecken – Sankt Claas – Niederhelden – L 697 – L 916 – Mecklinghausen – in Oberveischede |
| L 881 (1) | L 844 in Bockum-Hövel – L 507 – Herringen – L 736 – L 664 in Pelkum ... Unterbrechung, siehe L 881 (2) |
| L 881 (2) | Unterbrechung, siehe L 881 (1) ... – Siddinghausen – Bausenhagen – Stentrop – L 673 in Frohnhausen |
| L 888     | L 743 in Grüne – Obergrüne – Attern – L 648 – L 683 in Ihmert |
| L 891     | (L 891 im Regierungsbezirk Düsseldorf) – Regierungsbezirksgrenze – L 551 – L 526 – Linderhausen – L 527 – L 666 in Gevelsberg |
| L 893     | L 723 in Niederdielfen – Flammersbach – Anzhausen – L 722 |
| L 894     | / in Neuastenberg – L 721 |
| L 902     | L 553 – L 877 in Elsoff |
| L 903     | L 553 in Arfeld – Richstein – Didoll – Landesgrenze zu Hessen zeitweise an der südöstlichen und östlichen Straßenseite – Puderbach – in Niederlaasphe |
| L 904     | L 722 in Rudersdorf – Wilgersdorf – |
| L 905     | L 714 in Wenden – L 564 in Hünsborn |
| L 906     | L 553 in Raumland – in Bad Berleburg |
| L 907 (1) | L 565 – Oberschelden – L 533 in Gosenbach ... Unterbrechung, siehe L 907 (2) |
| L 907 (2) | Unterbrechung, siehe L 907 (1) ... in Eiserfeld – Eisern – L 909 – Rinsdorf – L 722 – in Wilnsdorf |
| L 908     | L 564 – Oberhees – Mittelhees – Junkernhees – L 714 – Fellinghausen – / – Kreuztal – Buschhütten – Dillnhütten – L 564 in Geisweid |
| L 909     | L 531 – Eisern – L 907 – L 563 – in Obersdorf |
| L 911     | (L 280 in Rheinland-Pfalz) – Landesgrenze – Lippe bei Burbach – Lützeln – Niederdresselndorf – L 730 – Holzhausen bei Burbach – Landesgrenze – (L 1328 in Hessen) |
| L 912     | L 870 in Messinghausen – Helminghausen – L 800 – Landesgrenze – (L 3078 in Hessen) |
| L 913     | – L 870 – in Gudenhagen |
| L 914     | L 743 in Wennemen – Calle – L 840 – Büenfeld – Herhagen – L 915 – Landenbeck – Oberhenneborn – L 776 |
| L 915     | L 743 in Wehrstapel – Nierbachtal – Baldeborn – L 740 – Remblinghausen – L 914 in Herhagen |
| L 924     | in Heven – L 733 – Herbede (– Abzweig zur ) – L 551 – Blankenstein – Hattingen – L 651 – L 705 – L 925 – Regierungsbezirksgrenze – (L 924 im Regierungsbezirk Düsseldorf) – Regierungsbezirksgrenze – L 816 – Gennebreck – L 70 – Regierungsbezirksgrenze – (L 924 im Regierungsbezirk Düsseldorf) |
| L 925     | (L 925 im Regierungsbezirk Düsseldorf) – Regierungsbezirksgrenze – Niederwenigern – L 924 in Hattingen |
| L 928     | L 737 in Bracht – in Gleierbrück |
| L 956     | (L 956 im Regierungsbezirk Detmold) – Regierungsbezirksgrenze – L 637 in Madfeld |
| L 969     | / – Werl – L 795 – L 732 – Westönnen – Mawicke – Ostönnen – L 745 – Ampen – L 670 in Soest |

## Quelle
- Landesvermessungsamt Nordrhein-Westfalen, Kreiskarten 11 bis 17 und 50